# Tranzschelia
Tranzschelia is een geslacht van schimmels behorend tot de familie Tranzscheliaceae. De typesoort is Tranzschelia cohaesa. De wetenschappelijke naam van het geslacht werd voor het eerst in 1906 geldig gepubliceerd door Joseph Charles Arthur.

## Soorten
Het geslacht telt in totaal 19 soorten (peildatum oktober 2020):
| Soortnaam                                    | Auteur(s)                        | Publicatiejaar |
| -------------------------------------------- | -------------------------------- | -------------- |
| Tranzschelia anemones (Anemoon-en-ruitroest) | (Pers.) Nannf.                   | 1939           |
| Tranzschelia arasbaranica                    | M. Abbasi & M. Scholler          | 2005           |
| Tranzschelia arthurii                        | Tranzschel & M.A. Litv.          | 1939           |
| Tranzschelia asiatica                        | Y. Ono                           | 1994           |
| Tranzschelia cohaesa                         | (Long) Arthur                    | 1906           |
| Tranzschelia discolor (Pruimenroest)         | (Fuckel) Tranzschel & M.A. Litv. | 1939           |
| Tranzschelia hyrcanica                       | M. Abbasi & Gjaerum              | 1997           |
| Tranzschelia iranica                         | M. Abbasi & Gjaerum              | 1997           |
| Tranzschelia japonica                        | Tranzschel & M.A. Litv.          | 1939           |
| Tranzschelia mexicana                        | M. Scholler & M. Abbasi          | 2014           |
| Tranzschelia microcerasi                     | Tranzschel & M.A. Litv.          | 1939           |
| Tranzschelia ornata                          | López-Franco & J.F. Hennen       | 1990           |
| Tranzschelia persicae                        | (Pers.) Arthur                   |                |
| Tranzschelia pruni-spinosae (Sleedoornroest) | (Pers.) Dietel                   | 1922           |
| Tranzschelia pseudofusca                     | M. Scholler & M. Abbasi          | 2014           |
| Tranzschelia pulsatillae                     | (Opiz) Dietel                    | 1922           |
| Tranzschelia semiaquilegiae                  | I. Hino & Katum.                 | 1962           |
| Tranzschelia tucsonensis                     | (Arthur) Dietel                  | 1922           |
| Tranzschelia viornae                         | (Arthur) Arthur                  | 1934           |